# Rozsochy
Rozsochy (in tedesco Rossoch) è un comune ceco situato nel distretto di Žďár nad Sázavou, nella regione di Vysočina.